# Tartu Eesti Naesterahva Selts
Tartu Eesti Naesterahva Selts  var en organisation för kvinnors rättigheter i Estland, grundad 1907. Det var den första kvinnoorganisationen i Estland. 
Estland, liksom i övriga Baltikum tillhörde länge Ryssland och inga politiska organisationer fick bildas förrän efter införandet av parlamentarismen 1905, varför ingen organiserad kvinnorörelse kunde uppkomma. Det förekom dock från 1800-talets mitt en debatt om kvinnors rättigheter i pressen, och utökade rättigheter för kvinnor stöddes av nationalism- och självständighetsrörelsen. 
Efter parlamentarismens införande kunde Tartu Eesti Naesterahva Selts bildas som Estlands första kvinnoorganisation i Tartu år 1907. Dess ledargestalter var Leena Gross, Lilli Muna och Marie Reisik. 
Föreningen lade fokus på kvinnors rätt till att studera på universitetet och få arbeta i samma yrken och med samma lön som män. Efter ryska revolutionen var det denna förening som höll Estlands första kvinnokongress i maj 1917. Efter detta bildades en rad andra kvinnoföreningar, och kvinnlig rösträtt infördes i samband med självständigheten. 